# Malacate del Pozo Maestro de Peña del Hierro
El Malacate del Pozo Maestro de Peña del Hierro fue un castillete minero situado en el municipio español de Nerva, en la provincia de Huelva, dentro de la cuenca minera de Riotinto-Nerva. La instalación actual se trata de una reproducción del malacate original y constituye un elemento de patrimonio histórico.

## Historia
Fue construido en 1904 por The Peña Copper Mines Company Limited, propietaria de la mina de Peña del Hierro. La instalación fue levantada en madera y contaba con una jaula para vagonetas de 1,4 toneladas de peso. El malacate estuvo accionado originalmente mediante un motor de vapor, si bien en 1936 se sustituyó por un motor eléctrico de 120 kW. Para las labores de desagüe se dispuso de tres bombas antiácido, situadas respectivamente en los pisos 6, 11 y 12. La instalación fue desmantelada en 1985, por lo que en 2006 la Fundación Río Tinto hubo de levantar una reproducción del castillete original.